# Sintuk (Sintuk Toboh Gadang)
Sintuk is een bestuurslaag in het regentschap Padang Pariaman van de provincie West-Sumatra, Indonesië. Sintuk telt 8865 inwoners (volkstelling 2010).